# 2017年6月耶路撒冷襲擊事件
2017年6月16日，两名巴勒斯坦男子在耶路撒冷旧城區向以色列警察开火，造成其中四人受伤。另一名袭击者刺伤了一名女警，使她受了重伤，送到在医院死亡。三名袭击者均被以色列警察开枪打死。  
伊拉克和黎凡特伊斯兰国声称对这些袭击事件负责，但巴勒斯坦激进组织哈马斯及以色列当局拒绝了这一说法 。
此次袭击是继 2017年耶路撒冷轻轨襲擊事件及2017年耶路撒冷卡车袭击後，在2017年耶路撒冷发生的第三次重大恐怖袭击 "Border Police officer killed in Jerusalem terror attack" （页面存档备份，存于）. www.jpost.com. 16 June 2017. Retrieved 16 June 2017.。

## 背景
2017年1月8日名耶路撒冷卡车袭击造成4名士兵丧生及17人受伤 ，随后发生了几次刺伤和槍击事件，但大多数袭击只导致受伤或袭击者死亡。 4月6日，也就是卡车袭击事件发生三个月后，一名以色列士兵在一次汽车撞击袭击中丧生，这是2017年耶路撒冷发生的第二起致命袭击事件。 
這起袭击发生在斋月快要结束的时候，而斋月是以色列對恐怖袭击的高度戒备期 ，因為包括伊黎伊斯兰国都明确指會在這段時間袭击西方目标。 

## 襲擊經過

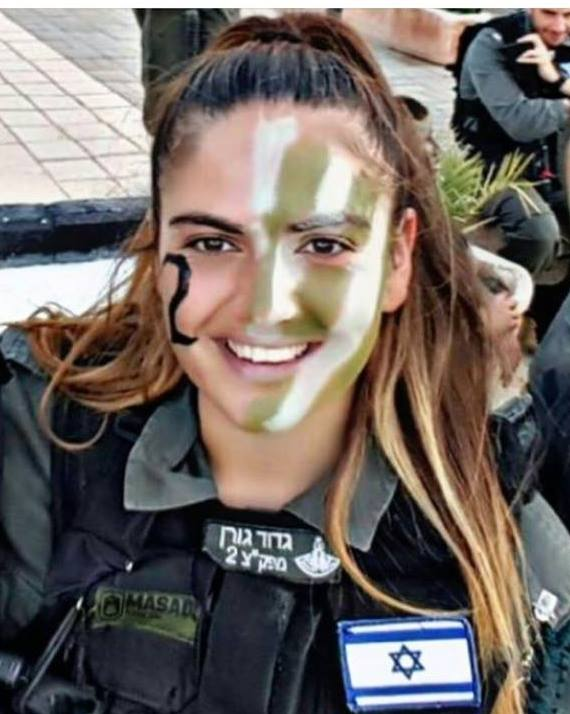
Hadas Malka，袭击的受害者

2017 年6月16日晚，一名巴勒斯坦男子持刀袭击了一名 23岁的女警，致其死亡后被击毙。在那次袭击发生后不久，两名手持简易「卡罗」冲锋枪的巴勒斯坦男子在不同地点向其他几名警察开火，打伤四名警察，然后被枪杀。袭击的受害者被确认为 23 岁的以色列女警Hadas Malka。
袭击者被确认为1岁的 Adel Hasan Ahmad Ankoush、18岁的 Baraa Ibrahim Salih Taha及19岁的Osama Ahmad Dahdouh，他们都来自西岸拉马拉附近的 Deir Abu Mash'al村 。据以色列军队称，已有两名袭击者过去曾因投掷石块和燃烧弹而入狱。 

## 反应
- 巴勒斯坦权力机构的执政黨法塔赫指责以色列犯有战争罪，称「法塔赫谴责以色列占领军在耶路撒冷对三名巴勒斯坦青少年犯下的战争罪」 [10]。作为回应，以色列政府要求巴勒斯坦权力机构谴责这次袭击，称「总理要求巴勒斯坦权力机构谴责袭击，并希望国际社会也这样做」 [11]。
- 哈马斯赞扬这次袭击，称「耶路撒冷的袭击是巴勒斯坦人民继续对占领者进行的革命，起义将持续到实现完全的自由为止」 [12]。
- 联合国特使尼古拉·姆拉德诺夫说：「我谴责昨天巴勒斯坦袭击者在耶路撒冷老城附近的枪击和刺伤事件，所有人都必须明确谴责这种恐怖行为，我感到震惊的是，有人再次将这种攻击說成是英勇的。這是不可接受，這會将每个人都拖入新的暴力循环」 [13]。

## 责任
伊拉克和黎凡特伊斯兰国声称对这些袭击事件负责，但巴勒斯坦激进组织PFLP和哈马斯拒绝了这一说法，称肇事者是他们组织的成员 。6月17日，以色列当局表示正在调查袭击事件，无证据表明伊黎伊斯兰国参与其中 。

## BBC报道爭議
BBC因对這對袭击事件的报道方針而在以色列受到批评，该公司发表了一篇题为「在耶路撒冷襲擊案後，三名巴勒斯坦人被杀」的文章。以色列总理本雅明内塔尼亚胡稱该报道帶有偏见，因为他们忽略了三名肇事者被殺，是因為他們杀害了一名以色列女警。内塔尼亚胡命令以色列外交部對英国广播公司提出抗議，英国广播公司其後将文章标题改为「以色列女警在耶路撒冷被刺死」 。然后 BBC 为先前的錯誤标题道歉，承认把重点放在被杀的袭击者身上，而不是受害者身上，是不恰当的的舉動 。